# Campionat del món de ciclisme en pista de 1988
El Campionat Mundial de Ciclisme en Pista de 1988 es va celebrar a Gant (Bèlgica) del 21 al 25 d'agost de 1988. En total només es va competir en 9 disciplines, 7 de masculines i 2 de femenines, a causa de coincidir amb els Jocs Olímpics de Seül.

## Resultats

### Masculí

#### Professional
| Prova                 | Or                         | Argent                     | Bronze                          |
| Velocitat individual  | Stephen Pate · Austràlia   | Claudio Golinelli · Itàlia | Nobuyuki Tawara · Japó          |
| Persecució individual | Lech Piasecki · Polònia    | Anthony Doyle · Regne Unit | Jesper Worre · Dinamarca        |
| Cursa per punts       | Daniel Wyder · Suïssa ·    | Adriano Baffi · Itàlia ·   | Michael Marcussen · Dinamarca · |
| Keirin                | Claudio Golinelli · Itàlia | Ottavio Dazzan · Itàlia    | Michel Vaarten · Bèlgica        |
| Darrere moto          | Danny Clark · Austràlia    | Constant Tourné · Bèlgica  | Walter Brugna · Itàlia          |

#### Amateur
| Prova        | Or                                      | Argent                                  | Bronze                                       |
| Tàndem       | França · Fabrice Colas · Frédéric Magné | RFA · Hans-Jürgen Greil · Uwe Butchmann | Txecoslovàquia · Ľubomír Hargaš · Jiri Iliek |
| Darrere moto | Vincenzo Colamartino · Itàlia           | Roland Königshofer · Àustria            | Roland Renn · RFA                            |

### Femení
| Prova                 | Or                         | Argent                  | Bronze                           |
| Persecució individual | Jeannie Longo · França ·   | Barbara Ganz · Suïssa · | Mindee Mayfield · Estats Units   |
| Cursa per punts       | Sally Hodge · Regne Unit · | Barbara Ganz · Suïssa · | Monique de Bruin · Països Baixos |

## Medaller
| Pos. | País           | Or | Plata | Bronze | Total |
| 1    | Austràlia      | 2  | 0     | 0      | 2     |
| 1    | França         | 2  | 0     | 0      | 2     |
| 3    | Itàlia         | 1  | 2     | 1      | 4     |
| 4    | Suïssa         | 1  | 2     | 0      | 3     |
| 5    | Regne Unit     | 1  | 1     | 0      | 2     |
| 6    | Polònia        | 1  | 0     | 0      | 1     |
| 7    | Bèlgica        | 0  | 1     | 1      | 2     |
| 8    | RFA            | 0  | 1     | 0      | 1     |
| 8    | Àustria        | 0  | 1     | 0      | 1     |
| 10   | Dinamarca      | 0  | 0     | 2      | 2     |
| 11   | Estats Units   | 0  | 0     | 1      | 1     |
| 11   | Japó           | 0  | 0     | 1      | 1     |
| 11   | Països Baixos  | 0  | 0     | 1      | 1     |
| 11   | Txecoslovàquia | 0  | 0     | 1      | 1     |
|      | TOTAL          | 8  | 8     | 8      | 24    |